# Кани, Шкельким
Шкельким Кани (алб. Shkëlqim Cani; 6 мая 1956, Тирана) — албанский экономист и банкир. Министр финансов Албании с 2013 по 2016 года.

## Образование
Был удостоен звания профессора в 2003 году, и имеет докторскую степень в области экономики в Тиранском университете по специализации — исследования в банковской сфере (1991). Он завершил полную аспирантуру по международной торговле в Университете Тираны на экономический факультет (1981—1983). В 1980 году получил степень бакалавра в области финансов.
Он свободно владеет английским и имеет хорошее знание в итальянском, французском, немецком и русском языках.

## Карьера
Начал свою политическую карьеру в 1991 году, когда он занимал пост вице-президента Совета министров. Он был избран членом Народного собрания Албании (1991—1992). За это время он был членом парламентской комитета по экономике и финансам. Был переизбран в члены парламента в 1997 году, а также был членом парламентского комитета по экономике, финансам и приватизации. Глава Банка Албании (1997—2004). В этот период он также занимал должность представителя МВФ и МАГИ в Албании. Избран депутатом в 2013 году.
Осуществлял важные государственные функции, в том числе был членом Межведомственного комитета по экономической политике (1998—2004), членом и вице-президентом клуба руководителей центральных банков Средней Азии, Черноморского региона и Балканских стран, заместителем председателя правительственной учреждения по вопросам внешнего долга (1997—2004), председателем Совета фондового рынка Тираны (1997—2002), членом клуба Исполнительного совета Лева (1994—1997), главным директором Коммерческого банка Албании (1990—1991), начальником отдела иностранных дел и членом Совета Банка Албании (1985—1990).
В 1994 году он был награжден сертификатом исследований в политических науках и государственной политике Heidelbergense Tiffinae College в Соединенных Штатах (июнь) и сертификатом делового администрирования (май). В период между январем и мартом 1989 года, принял участие в продвинутом курсе для анализа кредитной политики, правовой и институциональной базы экспортных финансовых гарантий в Бундесбанке и KfW (Германия). В период между февралем и маем 1985 года, он проходил курсы по банковской политике и документации в Laenderbank в Вене (Австрия).

## Личная жизнь
Женат.